# Motorola 68008

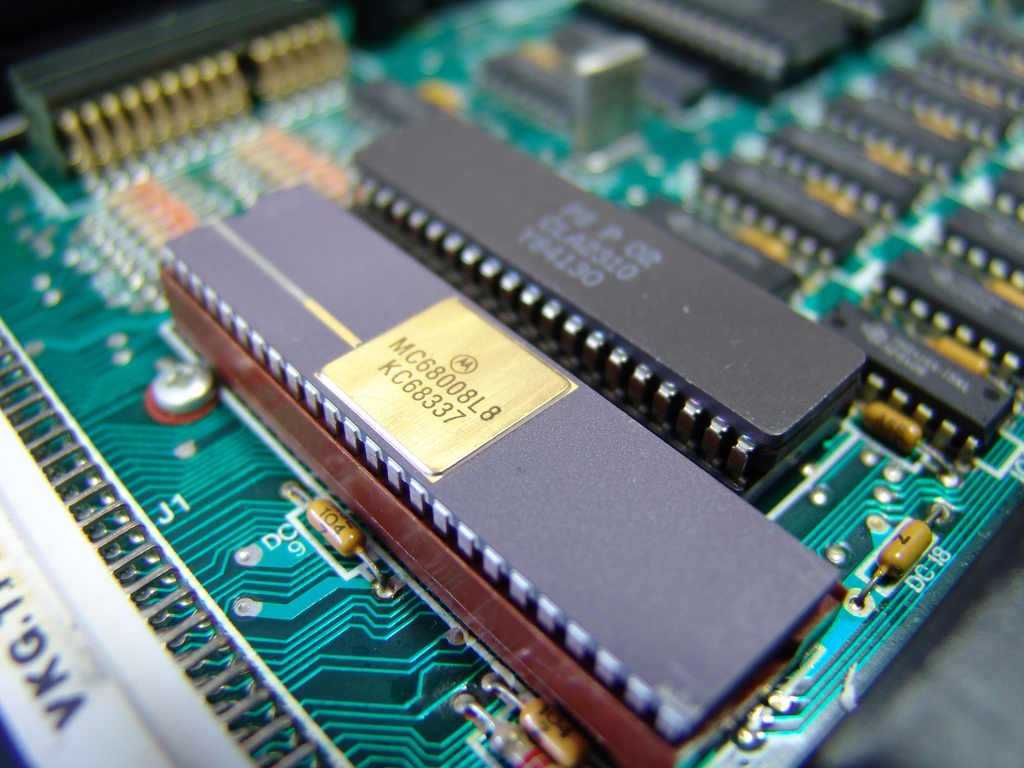
Motorola 68008 en un Sinclair QL.

El Motorola 68008 es un microprocesador de 8/16/32-bit fabricado por Motorola. Es una versión del Motorola 68000 con un bus de datos externo de 8 bits, así como también un bus de direcciones más pequeño.
El 68000 original tenía un bus de direcciones de 24 bits y un bus de datos de 16 bits. Estos buses relativamente grandes hacían que fuera difícil construir un sistema de bajo precio basado en el 68000; era difícil de implementar en la placa del circuito y necesitaba un montón de circuitos adicionales. Un bus de datos de 16 bits también requiere el doble de chips de memoria que uno de 8 bits.
El 68008, introducido en 1982, estaba diseñado para trabajar con sistemas de memoria de 8 bits de bajo costo. Debido a que el bus de datos era más pequeño, tenía sólo alrededor de la mitad de velocidad a la misma frecuencia de reloj. A pesar de todo, era más rápido que sus competidores de 8 bits, debido a que la arquitectura interna era más potente y eficiente.
Excepto por sus buses más pequeños, el 68008 se comportaba en forma idéntica al 68000 y tenía la misma organización y microarquitectura interna.
El 68008 era un chip HMOS con alrededor de 70.000 transistores, a velocidades de 8 y 10 MHz. La versión original tenía un encapsulado DIP de 48 pines y un bus de direcciones de 20 bits, lo que le permitía manejar hasta 1 megabyte de memoria. Una versión posterior, con encapsulado de 52 pines, tenía un bus de direcciones de 22 bits y podía soportar hasta 4 megabytes de memoria.
Muy pocos computadores usaron el 68008 como procesador principal; el computador personal Sinclair QL es el más conocido. Sin embargo, el 68008 fue muy popular en sistemas integrados.
Motorola finalizó la producción del 68008 en 1996.